# Maino Neri
Maino Neri (* 30. Juni 1924 in Carpi; † 8. Dezember 1995 in Modena) war ein italienischer Fußballspieler und späterer -trainer. Als Aktiver neben Engagements beim FC Modena, Inter Mailand und der AC Brescia auch Teilnehmer an der Fußball-Weltmeisterschaft 1954 in der Schweiz, coachte er später unter anderem Modena, Lazio Rom und die AC Como.

## Spielerkarriere

### Vereinskarriere
Maino Neri wurde am 30. Juni 1924 in der norditalienischen Stadt Carpi, gelegen in der Provinz Modena in der Region Emilia-Romagna, geboren. Mit dem Fußballspielen begann er in der Provinzhauptstadt beim FC Modena, wo ihm 1941 im Alter von siebzehn Jahren die Aufnahme in die erste Mannschaft gelang. In der Folge spielte Maino Neri, der auf der Position eines Verteidigers zu finden war, zehn Jahre lang bis 1951 für den FC Modena und machte in dieser Zeit insgesamt 313 Ligaspiele für den Verein, in denen ihm sieben Torerfolge gelangen. Gleich seine erste Saison als Profispieler verbrachte Neri in der Serie A, nach Ende der Saison 1941/42 stieg der FC Modena jedoch als Tabellenletzter mit fünf Punkten Rückstand auf den ersten Nichtabstiegsplatz ab. In der Zweitligasaison 1942/43 wurde der erste Platz belegt und damit die direkte Rückkehr in die Serie A sichergestellt. Allerdings pausierte der Spielbetrieb in Italien aufgrund des Zweiten Weltkriegs zwischen 1943 und 1945, sodass auch der Wiederaufstieg des FC Modena vorerst nichtig war. Nach Ende des Krieges und mit Wiederaufnahme des Spielbetriebes 1945 spielte der FC Modena weiter erstklassig. Die Serie A 1946/47 beendete man unter Trainer Alfredo Mazzoni sogar auf Platz drei und erzielte damit das beste Ergebnis der Vereinsgeschichte. Auch Platz sechs im Jahr darauf war ein sehr positives Ergebnis. In der Serie A 1948/49 rangierte Modena nach dem Ende aller Spieltage allerdings nur auf dem neunzehnten Platz und damit einen Punkt hinter den durch die AS Bari belegten ersten Nichtabstiegsplatz, was den Gang in die Zweitklassigkeit zur Folge hatte. Dort wurde der direkte Wiederaufstieg um acht Punkte gegenüber Udinese Calcio verpasst. Auch 1950/51 verfehlte man den Sprung zurück in die Serie A durch einen Rückstand von sieben Punkten auf die AC Legnano.
Im Sommer 1951 wechselte Maino Neri zu Inter Mailand in die Serie A. Bei Internazionale spielte der Abwehrspieler die folgenden vier Jahre und machte bis 1955 insgesamt 109 Ligaspiele, in denen ihm kein Torerfolg gelang. Bei Inter Mailand hatte Maino Neri seine erfolgreichste Zeit als Fußballspieler. Nach Platz drei in der Serie A 1951/52 gewann man 1952/53 den ersten italienischen Meistertitel seit dem Ende des Zweiten Weltkriegs für den Verein. In der Serie A belegte das Team von Trainer Alfredo Foni am Ende den ersten Platz mit zwei Punkten Vorsprung auf Titelverteidiger Juventus Turin. Im Jahr darauf verteidigte Inter, das damals über Spieler wie beispielsweise Angreifer István Nyers, Mittelfeldakteur Lennart Skoglund oder Verteidiger Attilio Giovannini verfügte, den Titel aus dem Vorjahr, wobei diesmal nur ein Punkt Vorsprung auf den ersten Verfolger Juventus bestand. In der Serie A 1954/55, Neris letztem Jahr bei Inter Mailand, wurde die Mannschaft allerdings nur Achter.
Maino Neri verabschiedete sich 1955 aus Mailand und wechselte zum Zweitligisten AC Brescia, wo er den Rest seiner fußballerischen Laufbahn bis 1958 verbrachte und während dieser Zeit insgesamt 80 Ligaspiele mit einem Tor für Brescia machte. Nach einem Mittelfeldrang im ersten Jahr verpasste man den Aufstieg in der Saison 1956/57 nur sehr knapp. Einzig die bessere Tordifferenz berechtigte die US Alessandria zum Aufstieg in die Serie A, während die AC Brescia zweitklassig blieb. 1957/58 wurde der Aufstieg als Neunter deutlich verfehlt. Nach Saisonende 1957/58 beendete der mittlerweile 34-jährige Maino Neri seine Laufbahn als aktiver Fußballspieler.

### Nationalmannschaft
Zwischen 1948 und 1954 brachte es Maino Neri als Spieler des FC Modena und von Inter Mailand auf insgesamt acht Länderspiele für die italienische Fußballnationalmannschaft. Von Nationaltrainer Lajos Czeizler ins Aufgebot der Italiener für die Fußball-Weltmeisterschaft 1954 in der Schweiz berufen. Bei dem Turnier setzte ihn der ungarische Übungsleiter der Italiener zweimal ein. Neri absolvierte die beiden Partien gegen die Schweiz (Endstand: 1:2) und Belgien (Endstand: 4:1) in der Verteidigung der Squadra Azzurra. Beim Entscheidungsspiel um den Einzig ins Viertelfinale fehlte er jedoch. Italien unterlag den Schweizer Gastgebern mit 1:4 und schied bereits nach der Vorrunde aus. Maino Neri machte nach der Weltmeisterschaft in der Schweiz kein Länderspiel mehr.
Bereits zuvor hatte Maino Neri mit der italienischen Fußballnationalmannschaft an zwei olympischen Fußballturnieren teilgenommen. Bei den Olympischen Spielen 1948 in London wurde er insgesamt zweimal eingesetzt, Italien drang bis ins Viertelfinale vor, wo man Dänemark mit 3:5 unterlag. Vier Jahre später in Helsinki war bereits im Achtelfinale Schluss. Der so genannten Goldenen Mannschaft aus Ungarn unterlag Italien in der Runde der letzten sechzehn Teams mit 0:3, Maino Neri wurde bei diesen Olympischen Spielen in beiden Turnierspielen seiner Mannschaft eingesetzt.

## Trainerkarriere
Ab 1959 arbeitete Maino Neri wieder für Inter Mailand, wo er zunächst ein Jahr lang als Jugendtrainer arbeitete. Unter Chefcoach Helenio Herrera wurde Neri 1960 Co-Trainer der ersten Mannschaft von Inter Mailand und hatte dieses Amt in der Folge bis 1964 inne. In dieser Funktion erlebte er die ersten großen Erfolge des so genannten Grande Inter entscheidend mit. Nach dem Titelgewinn in der Serie A 1962/63 erreichte die Mannschaft um Spieler wie Angreifer Luis Suárez, den großen Kapitän Armando Picchi oder Verteidiger Giacinto Facchetti nach Erfolgen über den FC Everton, die AS Monaco, Partizan Belgrad sowie Borussia Dortmund das Endspiel um den Europapokal der Landesmeister 1963/64. In Wien setzte man sich mit 2:0 gegen Real Madrid durch und gewann den ersten Europapokal der Vereinsgeschichte für Inter Mailand.
Nach diesem Titelgewinn verließ Maino Neri Inter Mailand und wurde Cheftrainer bei seinem Heimatverein FC Modena, das soeben aus der Serie A abgestiegen war. In der Serie B 1964/65 wurde als Achter der direkte Wiederaufstieg aber deutlich verpasst. Wenig später misslang auch der Start in die folgende Zweitligasaison, sodass sich die Wege von Trainer und Verein nach sieben Spieltagen der Serie B 1965/66 wieder trennten. Neri übernahm nach acht Spieltagen der Serie A 1966/67 den vakanten Trainerposten bei Lazio Rom. Mit dem Hauptstadtklub stieg er am Ende der Saison durch einen Rückstand von einem Punkt auf das vom AC Brescia besetzte rettende Ufer aus der ersten Liga ab, woraufhin das Arbeitsverhältnis endete. In der Saison 1969/70 trainierte Neri den Zweitligisten AC Como, mit dem er die Saison auf Platz dreizehn beendete. Von 1971 bis 1972 coachte er die AS Reggina und führte den Klub zum knappen Klassenerhalt in der Serie B. Seine letzte Trainerstation hatte Maino Neri 1973 für kurze Zeit bei der US Lecce.

## Erfolge
- Italienische Meisterschaft: 2×

1952/53 und 1953/54 mit Inter Mailand
- Serie B: 1×

1942/43 mit dem FC Modena